# Доминизија (Порденоне)
Доминизија је насеље у Италији у округу Порденоне, региону Фурланија-Јулијска крајина.
Према процени из 2011. у насељу је живело 13 становника. Насеље се налази на надморској висини од 467 м.